# Hacıqabul (jezioro)
Hacıqabul – jezioro w Azerbejdżanie, w rejonie Hacıqabul.
Jest szóstym co do wielkości jeziorem w Azerbejdżanie, ma powierzchnię 16 km².
Znajduje się 115 km na południowy zachód od stolicy Azerbejdżanu, Baku, nieopodal miasta Szyrwan, na Nizinie Kurańskiej.
Maksymalna długość jeziora to 6 km, jego maksymalna szerokość to 3 km, a maksymalna głębokość wynosi 5 m. Jezioro nie zamarza zimą, co ma znaczenie dla zamieszkujących okolicę ptaków.